# Kaalkopbuulbuul
De kaalkopbuulbuul (Nok hualon, synoniem Pycnonotus hualon) is een zangvogel uit de familie van de buulbuuls. De soort werd in 2009 geldig beschreven als Pycnonotus hualon door A. Woxvold et al en naar aanleiding van in 2018 gepubliceerd fylogenetisch onderzoek in een apart geslacht Nok geplaatst.

## Kenmerken
De vogel is 19 cm lang. Opvallend is het ontbreken van veren op de kop. Alleen op de kruin bevinden zich dunne haarvormige veren en rond het oor borstelvormige veren. De naakte huid rond het oog is oranje-roze. Verder is het verenkleed overwegend grijsbruin, van boven olijfkleuring van onder lichter warmbruin.

## Verspreiding en leefgebied
Deze soort komt voor in Laos, vermoedelijk ook in Vietnam. Het leefgebied is schraal loofbos en struiken op kalksteenbodems die gevormd zijn door karstverschijnselen.

## Status
De vogel wordt niet bedreigd in zijn voortbestaan. De populatie-aantallen gaan wel achteruit door de winning van kalksteen, overbeweiding en het verzamelen van brandhout waardoor habitatverlies optreedt, daarnaast is jacht een gevaar. Het tempo van achteruitgang is laag, daarom staat de vogel als niet bedreigd in de Rode Lijst van de IUCN.